# ويليام جورج بيرز
ويليام جورج بيرز هو طبيب أسنان كندي، ولد في 5 مايو 1843 في مونتريال في كندا، وتوفي بنفس المكان في 26 ديسمبر 1900.

## وصلات خارجية
- ويليام جورج بيرز على موقع الموسوعة البريطانية (الإنجليزية)